# San Antonio Huitepec
San Antonio Huitepec es una localidad del estado mexicano de Oaxaca. Es cabecera del municipio de San Antonio Huitepec.

## Demografía
| Censo | Población |
| ----- | --------- |
| 1921  | 607       |
| 1930  | 759       |
| 1940  | 690       |
| 1950  | 887       |
| 1960  | 1330      |
| 1970  | 1406      |
| 1980  | 500       |
| 1990  | 1244      |
| 1995  | 1360      |
| 2000  | 1377      |
| 2005  | 1627      |
| 2010  | 1594      |
| 2020  | 1462      |